# Guitar Hero: On Tour
 (avril 2020).
Si vous disposez d'ouvrages ou d'articles de référence ou si vous connaissez des sites web de qualité traitant du thème abordé ici, merci de compléter l'article en donnant les références utiles à sa vérifiabilité et en les liant à la section « Notes et références ».
Guitar Hero: On Tour est un jeu vidéo musical pour Nintendo DS, basé sur la série de jeux vidéo Guitar Hero.

## LeGuitar Grip
La Nintendo DS étant une console portable, les concepteurs ont dû développer un nouveau périphérique, nommé Guitar Grip. Il est doté de 4 des 5 boutons (frettes) originaux (vert, rouge, jaune et bleu) et se branche dans le port Game Boy Advance de la DS. Comme dans les autres jeux de la série, le joueur choisit la note à jouer en appuyant sur le bouton de la couleur correspondante.

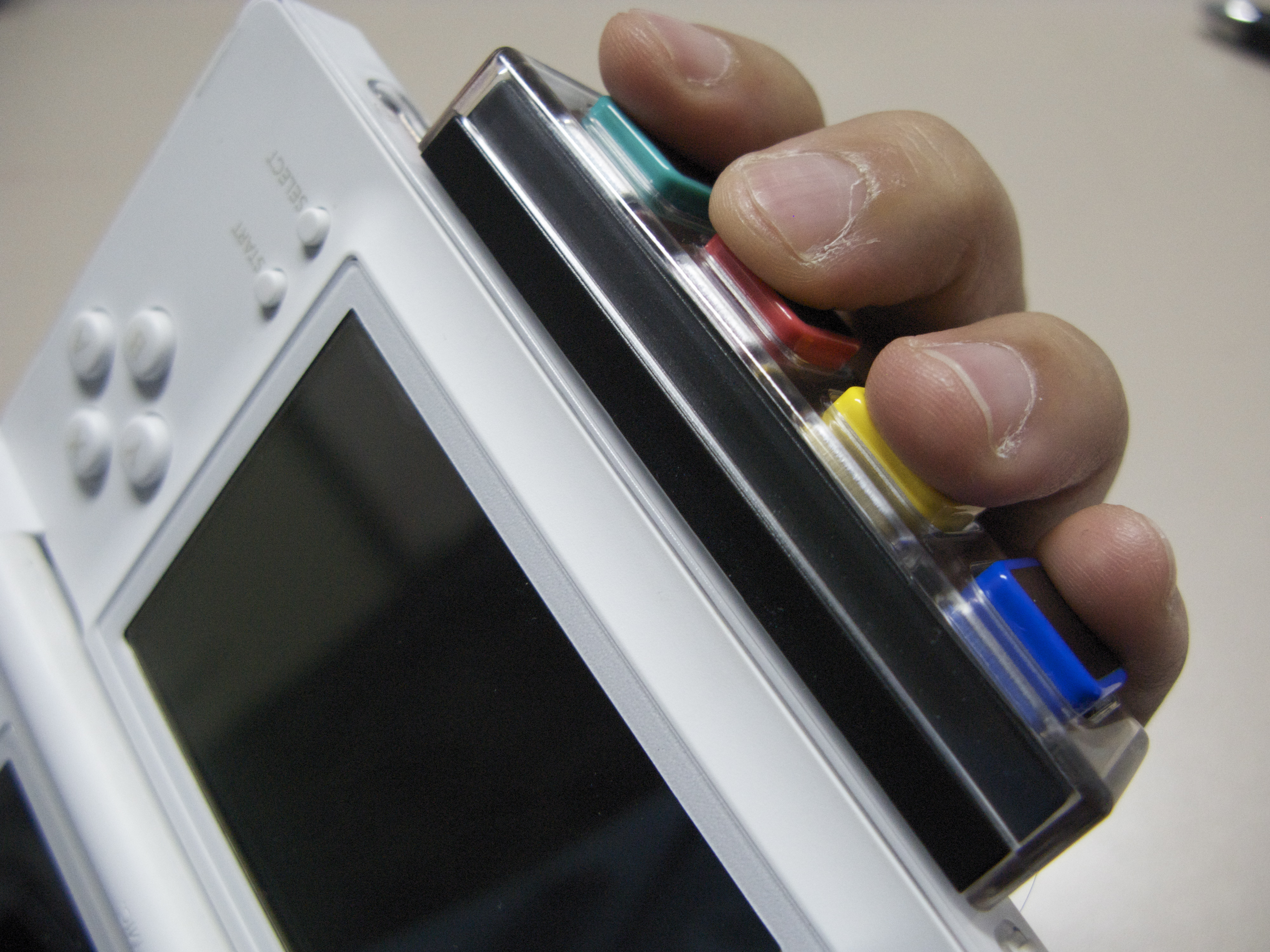
Le Guitar Grip sur une Nintendo DS

## Les attaques
En mode choc des guitares, le joueur affronte un adversaire et collecte des attaques afin de désavantager son adversaire. Certaines attaques sur la version DS de Guitar Hero III diffèrent de celles disponibles sur les versions PC et Xbox. De plus, on ne peut pas envoyer plusieurs attaques à un joueur contrairement à la version PC et Xbox.
- « Corde cassée » : il faut retendre l'extrémité de la corde cassée jusqu'à l'autre sur la guitare.
- « Signature » : un fan tend un objet à signer empêchant de jouer une note avant que celui-ci ne soit dédicacé.
- « Pyrotechnie » : la guitare prend feu et doit être éteinte en soufflant au niveau du micro de la DS.
- « Accélération » : la vitesse de défilement des notes est doublée.
- « Flash » : un fan prend une photo aveuglant temporairement le joueur.
- « Écran inversé » : l'écran de gauche et de droite sont permutés.
- « Surcharge de l'ampli » : la musique du joueur est temporairement coupée.
- « Subtilisation » : le joueur peut voler une attaque à son adversaire.
- « Plus difficile » : augmente le niveau de difficulté de la partition adverse.
- « Plus facile » : diminue le niveau de difficulté de la partition. Pendant ce temps, on ne peut pas être cible d'une attaque.
- « Notes explosives » : certaines notes apparaissent sous forme de bombes et ne doivent pas être jouées.
- « Bouclier » : protège le joueur des attaques de son adversaire.

## Star power et rockomètre
En mode carrière, le joueur joue seul doit jouer la musique en entier. Le rockomètre, symbolisé sous forme d'une jauge tricolore, indique la qualité de la prestation musicale du joueur. Si celui-ci se vide complètement, le joueur perd avant la fin de la musique.
Le joueur peut réaliser des enchaînements (représentés sous forme de notes étoilées) pour remplir une autre jauge, le star power. Pendant que le star power est actif, le rockomètre remonte beaucoup plus vite et tous les points sont doublés. Lorsque celui-ci est au moins à moitié plein, le joueur peut le déclencher (en hurlant un cri de guerre quelconque dans le microphone de la DS, ou en appuyant sur n'importe quel bouton de la DS). Sur les notes longues, le joueur peut utiliser le vibrato permet afin de charger encore davantage le star power.

## Les chansons
Il y a un total de 25 chansons, plus une chanson bonus :
- « I Am not Your Gameboy » de Freezepop (terminer toutes les chansons du mode duel.)

Ces chansons se jouent dans cinq endroits et sont classées sous formes d'album.
(Les chansons de quelques "albums" diffèrent dans les versions américaine et européenne)
Note : certains mythes courent sur le fait que d'autres musiques bonus existent. Ils indiquent qu'en terminant les musiques les plus difficiles du jeu en expert avec 5 étoiles ou en choisissant le pseudo "Master P", on pourrait débloquer la chanson Master of Puppets de Metallica entre autres mais ce n'est qu'une rumeur et une fausse information que des personnes ont transmise. Néanmoins, la seule musique bonus est "I Am not Your Gameboy", que la version du jeu soit américaine ou européenne.

## Le métro
Album: Gravures publiées
- Do What You Want de Ok Go
- All The Small Things de blink-182
- Spiderwebs de No Doubt
- Are You Gonna Be My Girl de Jet
- Rappel : We're Not Gonna Take It de Twisted Sister

## Le balcon
Album: Montée des marches
- All Star de Smash Mouth
- Breed de Nirvana
- Hit Me with Your Best Shot de Pat Benatar
- Monster de Beatsteaks
- Rappel : This Love de Maroon 5

### version américaine
- All Star de Smash Mouth
- Breed de Nirvana
- Jessie's Girl de Rick Springfield
- Hit Me With You Best Shot de Pat Benatar
- Rappel : This Love de Maroon 5

## Le défilé
Album: Trésors enfouis
- Helicopter de Bloc Party
- Ça Me Vexe de Mademoiselle K
- Monsoon de Tokio Hotel
- Rock And Roll All Night (reprise) originellement de Kiss
- Rappel : Black Magic Woman (reprise) originellement de Santana

### version américaine
- Heaven de Los Lonely Boys
- Helicopter de Bloc Party
- China Grove de The Doobie Brothers
- Rock And Roll All Night (reprise) originellement de Kiss
- Rappel: What I Want de Daughtry

## Le théâtre grec
Album: Visions malines
- Stray Cat Strut de Stray Cats
- La Grange (reprise) originellement de ZZ Top
- Avalancha de Heroes del Silencio
- Rock the night de Europe
- Rappel: Youth Gone Wild (reprise) originellement de Skid Row

### Version américaine
- Jet Airliner (reprise) originellement de Steve Miller Band
- Black Magic Woman (reprise) originellement de Santana
- Stray Cat Strut de Stray Cats
- La Grange (reprise) originellement de ZZ Top
- Rappel: Youth Gone Wild (reprise) originellement de Skid Row

## Le destroyer
Album: Chargeurs de batteries
- I Don't Wanna Stop de Ozzy Osbourne
- Anna Molly de Incubus
- Knock Me Down de Red Hot Chili Peppers
- Pride and Joy de Stevie Ray Vaughan
- Rappel : I Know a Little (reprise) originellement de Lynyrd Skynyrd